# Брукс, Алекс
Алекс Брукс (англ. Alex Brooks; 21 августа 1976, Мадисон, Висконсин, США) — бывший профессиональный американский хоккеист, защитник. В настоящее время является скаутом клубом НХЛ «Чикаго Блэкхокс».
На драфте НХЛ не выбирался. 12 июля 2002 года как свободный агент подписал контракт с «Нью-Джерси Девилз».

## Статистика
```
                                            
                                            --- Regular Season ---  ---- Playoffs ----
Season   Team                        Lge    GP    G    A  Pts  PIM  GP   G   A Pts PIM
--------------------------------------------------------------------------------------
1993-94  Madison Capitols            USHL   13    3   11   14   --  --  --  --  --  --
1994-95  Madison West High School    USHS   24   13   28   41   --  --  --  --  --  --
1995-96  Green Bay Gamblers          USHL   43    3   21   24  213  --  --  --  --  --
1996-97  U. of Wisconsin             NCAA   --   --   --   --   --  --  --  --  --  --
1997-98  U. of Wisconsin             NCAA   40    1    4    5   72  --  --  --  --  --
1998-99  U. of Wisconsin             NCAA   37    0    3    3   73  --  --  --  --  --
1999-00  U. of Wisconsin             NCAA   41    4   10   14   78  --  --  --  --  --
2000-01  U. of Wisconsin             NCAA   41    3   16   19   76  --  --  --  --  --
2001-02  Jokerit Helsinki            FNL    53    1    3    4  109  12   0   0   0  11
2002-03  Albany River Rats           AHL    66    0    7    7   56  --  --  --  --  --
2003-04  Albany River Rats           AHL    77    2    6    8  100  --  --  --  --  --
2004-05  Albany River Rats           AHL    63    0    6    6   83  --  --  --  --  --
2005-06  Albany River Rats           AHL    58    1    4    5   81  --  --  --  --  --
2006-07  Lowell Devils               AHL     7    0    1    1    0  --  --  --  --  --
2006-07  New Jersey Devils           NHL    19    0    1    1    4  --  --  --  --  --
2007-08  Peoria Rivermen             AHL    70    0    8    8   90  --  --  --  --  --
2008-09  Chicago Wolves              AHL    50    0   10   10   58  --  --  --  --  --
2009-10  Jokerit Helsinki            FNL    25    2    3    5   53  --  --  --  --  --
2010-11  Karlskrona HK               SWE-2  11    0    2    2   10  10   0   4   4   8
--------------------------------------------------------------------------------------
         NHL Totals                         19    0    1    1    4

```

## Ссылка
- Алекс Брукс — статистика на «Eliteprospects.com» (англ.)
- Алекс Брукс — профиль на сайте НХЛ